# Fourchambault
Fourchambault é uma comuna francesa na região administrativa de Borgonha-Franco-Condado, no departamento Nièvre. Estende-se por uma área de 4,55 km². Em 2010 a comuna tinha 4 235 habitantes (densidade: 930,8 hab./km²).107 hab/km².